# Роветоне (Пескара)
Роветоне (итал. Rovetone) је насеље у Италији у округу Пескара, региону Абруцо.
Према процени из 2011. у насељу је живело 41 становника. Насеље се налази на надморској висини од 211 м.